# Badr bin Saud Al Saud
Prinz Badr bin Saud bin Abdulaziz Al Saud (arabisch بدر بن سعود آل سعود, DMG Badr b. Saʿūd b. ʿAbd al-ʿAzīz Āl Saʿūd; * 1934; † 21. Juli 2004) war ein saudi-arabischer Politiker und Mitglied der Saudi-Dynastie.

## Leben
Badr wurde 1934 als Sohn des damaligen Kronprinzen und späteren Königs Saud geboren. 
Von diesem wurde er 1956 als Nachfolger seines Halbbruders Musaid bin Saud zum Kommandanten der saudischen Nationalgarde ernannt. In dieser Position wurde er 1961 durch Mansur bin Saud, einen weiteren Halbbruder, ersetzt. Im Januar 1963 ernannte ihn sein Vater als Nachfolger seines Onkels Fawwaz bin Abdulaziz zum Gouverneur der Hauptstadtprovinz Riad. Bereits im Februar 1963 wurde durch einen anderen Onkel, den späteren König Salman, in diesem Amt ersetzt.
Als sein Vater als König abgesetzt wurde, begleitete er diesen ins Exil. Später war er als Geschäftsmann tätig.

## Familie
Badr hatte von zwei Ehefrauen mindestens 12 Söhne und eine Tochter. Aus seiner Ehe mit Nura bint Mohammed bin Abdulaziz Al Shuhayl stammt sein Sohn Talal. Dessen Sohn Saud bin Talal ist Gouverneur des Gouvernorats Al-Hasa. Sein Enkel Mutaib bin Mischal, Sohn seines Sohns Mischal, ist Vizegouverneur der Provinz al-Dschauf.